# Gare du Pont de Saint-Cloud
Parc de Saint-Cloud
Pour les articles homonymes, voir Saint-Cloud (homonymie).
Ne doit pas être confondu avec Gare de Saint-Cloud ou Boulogne - Pont de Saint-Cloud (métro de Paris).
La gare du Pont de Saint-Cloud est une ancienne gare ferroviaire française de la ligne de Puteaux à Issy-Plaine (ligne des Moulineaux), devenue une station de tramway de la ligne 2 du tramway d'Île-de-France (ligne T2). Elle est située sur le territoire de la commune de Saint-Cloud, dans le département des Hauts-de-Seine, en région Île-de-France.
La gare est mise en service en 1889. Fermée en 1993 pour permettre la conversion en tramway de la ligne et de la gare, elle rouvre en 1997.
Devenue une station de tramway de la Régie autonome des transports parisiens (RATP) et renommée Parc de Saint-Cloud, elle est desservie par les rames de la ligne T2.

## Situation ferroviaire
L'ancienne gare ferroviaire du Pont de Saint-Cloud est située au point kilométrique (PK) 14,430 de la ligne de Puteaux à Issy-Plaine (dite « ligne des Moulineaux »), entre les gares des Coteaux et du Pont de Sèvres.
La station de tramway Parc de Saint-Cloud est située sur la ligne 2 du tramway d'Île-de-France (ligne T2), entre les stations Les Milons et Musée de Sèvres.

## Histoire
La gare du Pont de Saint-Cloud est en fonction sur la ligne de Puteaux à Issy-Plaine de 1889 à 1993, puis est fermée et transformée en une station de tramway, ouverte en 1997.
Lors de la création de la ligne des Moulineaux, mise en service en 1889, la gare du Pont de Saint-Cloud est ouverte afin d'assurer la desserte du quartier du pont de Saint-Cloud.
En 1993, la fermeture de la ligne des Moulineaux intervient afin d'effectuer les travaux de reconversion de cette dernière en ligne de tramway, entraînant également la fermeture de la gare. En 1997, lors de la réouverture de la ligne en tant que ligne T2, la gare du Pont de Saint-Cloud, devenue une station de tramway, voit sa dénomination transformée en Parc de Saint-Cloud.

## Service des voyageurs

### Accueil
La station de tramway est équipée d'abris sur chacun des quais et d'automates pour l'achat de titres de transport. L'accès se fait au travers d'escaliers et de rampes pour les personnes à mobilité réduite. Un abri à vélos est aussi disponible. Le passage d'un quai à un autre se fait à niveau, aux deux extrémités de la station.

### Desserte
Elle est desservie par les tramways de la ligne T2, à raison d'un tramway toutes les quatre à douze minutes.

### Intermodalité
La station est en correspondance, à distance, avec la gare de Saint-Cloud desservie par les lignes L et U du Transilien et la station de métro Boulogne - Pont de Saint-Cloud située sur la ligne 10, sur la rive droite de la Seine.
Elle est par ailleurs desservie par les lignes 52, 72, 126, 160, 175 et 467 du réseau de bus RATP, par la ligne 6246 du réseau de bus Grand Versailles et par la ligne 7815 du réseau de bus Île-de-France Ouest.